# Tyśmienica (dopływ Bystrzycy)
Tyśmienica (ukr. Тисмениця Tysmenycia) – rzeka na Ukrainie, prawy dopływ Bystrzycy Tyśmienickiej, dopływu Dniestru.
Długość rzeki wynosi 49 km, powierzchnia dorzecza – 650 km².

Notka z r. 1892 (Słownik geograficzny Królestwa Polskiego):

Tyśmienica, rzeczka dopł. Bystrzycy a z nią Dniestru, wypływa pod Ciuchowym Działem (942 m n.p.m.), na granicy powiatu stryjskiego i drohobyckiego, płynie zrazu na płn.-zach. między Wielkim i Małym Karłowem (774 m n.p.m.) a działem Werch (780 m n.p.m.), po czym zmienia kierunek na płn.-wsch. i zatrzymując go mniej więcej stale aż do swego ujścia, płynie przez Mrażnicę, Borysław, Hubicze, Młynki (Siwkowe i Szkolnikowe), Drohobycz, Poczajowice, Michałowice, Lipowiec, Wróblewice, po pod Litynią i Hrudami ku Bystrzycy. Brzegi T. począwszy od Drohobycza są podmokłe i moczarowate a poniżej Wróblowic wchodzi T. w obszar wielkich moczarów naddniestrzańskich, jak np. błota Horeckie, przez które przepływa. Z dopływów ważniejsze są: z prawego brzegu Łoszeny potok, płynący przez Tustanowice a uchodzący do Tyśmienicy w Hubiczach, Wisznica z Żółtym pot. z lewego brzegu, wpadająca poniżej Hubicz, pot. Słonica od Bolechowic i liczne mniejsze; z lew. brzegu: pot. Ratoczyna, uchodzący w Młynkach, pot. Bar w Michałowcach i pot. Trudnica, płynący od Dobrowlan przez Litynię. Długość biegu 44 km.